# Дерек Мюллер
Дерек Александер Мюллер (англ. Derek Alexander Muller) (народився 9 листопада 1982) є австрало-канадським відеоблогером, журналістом, телеведучим та винахідником. Відомий насамперед створенням науково-популярного Youtube-каналу Veritasium. Є також ведучим австралійської телевізійної програми Catalyst з 2008 року.

## Ранні роки
Дерек Мюллер народився у Траралгоні, невеликому місті штату Вікторія, Австралія. Коли йому було два роки, разом з батьками переїхав до Ванкуверу, Канада, У 2004 році Мюллер закінчив Королівський університет в Онтаріо зі ступенем бакалавра в галузі інженерної фізики. Пізніше отримав докторський ступінь у галузі досліджень фізики освіти у Університеті Сіднея (2008).

## Кар'єра
Дерек Мюллер став ведучим австралійської телевізійної програми Catalyst у 2008 році. У січні 2011 року він започаткував YouTube-канал Veritasium, що (як описав автор) був створений для "знаходження рішень нелогічних наукових концепцій, обговорюючи їх з представниками громадськості". Станом на травень 2020, канал налічує понад 7 млн. підписників.
З 2011 року Мюллер продовжує з'являтися на Catalyst, розповідаючи про наукові відкриття зі всієї земної кулі.  У травні 2012 року він дав TEDxSydney інтерв'ю на тему "Створення ефективного медіапродукту для навчання". У липні 2012 року, Мюллер створив другий YouTube-канал, 2veritasium. Нова платформа використовуюється для обговорювання кіновиробництва. [14] Станом на травень 2016 року канал мав понад 4 млн. підписників. У 2015 році він представив документальний фільм "Uranium – twisting the dragon's tail", що був показаний в липні/серпні у кабельних мережах США, Франції, Німеччини та Австралії. На початку 2017 року створив ще один YouTube-канал Sciencium (Саєнсіум). Його появу Дерек пояснив тим, що витрачає дуже багато часу, щоб зробити відео для каналу Верітасіум, бо досліди вдається зробити не відразу, а формат каналу Саєнсіум дозволяє робити відео частіше та регулярніше.

## Snatoms
Snatoms це набір для моделювання молекулярних зв'язків.
11 листопада 2015 року розпочато збір коштів на платформі Кікстартер. Кошти було зібрано за 3 години та 13 хвилин. Загалом було зібрано 1300% від початкової суми.